# Vito Mazzeo
Vito Mazzeo (Vibo Valentia, 5 aprile 1987) è un ballerino italiano, primo ballerino del San Francisco Ballet dal 2011 al 2013 e dell'Het Nationale Ballet dal 2013 al 2020.

## Biografia
Nato in Calabria, ha studiato danza alla Scuola di Ballo del Teatro alla Scala. Dopo il diploma, nel 2005 è stato scritturato dal Royal Ballet di Londra, con cui ha danzato per due stagioni in balletti di George Balanchine, Frederick Ashton, Peter Wright ed Anthony Dowell. Tra il 2007 e il 2010 ha danzato al Teatro dell'Opera di Roma, sotto la direzione di Carla Fracci, dove il suo repertorio annoverava ruoli principali come Siegfried ne Il lago dei cigni, Birbanto ne Le Corsaire, Albrecht in Giselle, il Principe ne Lo schiaccianoci, Romeo e Mercuzio in Romeo e Giulietta, Basilio nel Don Chisciotte, il Principe Desirée ne La bella addormentata, lo schiavo d'oro in Shéhérazade (Fokine) e altre parti di rilievo in coreografie di Kenneth MacMillan, Wayne McGregor, Helgi Tomasson, Christopher Wheeldon, Jerome Robbins e Mark Morris.
Nel 2010 ha vinto il premio Danza&Danza come migliore interprete della stagione, e il Premio Positano Léonide Massine al valore. Nello stesso anno viene scritturato dal San Francisco Ballet in veste di solista e nella sua prima stagione con la compagnia danza come Albrecht in Giselle e in Symphony in C (Balanchine), Trio (Tomasson), Artifact Suite (Forsythe), Winter Dreams (MacMillan), Chroma (McGregor) e Number Nine (Wheeldon); nel giugno 2011, sei mesi dopo essersi unito alla compagnia, viene proclamato primo ballerino. Ha continuato a danzare a San Francisco per le due stagioni successive, ottenendo recensioni favorevoli dalla critica come interprete dell'opera di Aleksej Ratmanskij.
Nel luglio 2011 torna a danzare con l'Opera di Roma come étoile ospite ne Il lago dei cigni alle terme di Caracalla, mentre nel 2013 si unisce all'Het Nationale Ballet in veste di primo ballerino della compagnia, facendo il suo esordio ad Amsterdam nel ruolo del Principe Florimun ne La bella addormentata (Wright). Ha continuato a danzare con l'Het Nationale Ballet fino alla pandemia di COVID-19.